# جونيور سانتوس
جونيور سانتوس هو لاعب كرة قدم برازيلي في مركز الهجوم، ولد في 11 أكتوبر 1994 في Conceição do Jacuípe ‏ في البرازيل. لعب مع نادي بونتي بريتا.

## وصلات خارجية
- جونيور سانتوس على موقع رابطة كرة القدم اليابانية للمحترفين (اليابانية)
- جونيور سانتوس على موقع قاعدة بيانات كرة القدم.إي يو (الإنجليزية)
- جونيور سانتوس على موقع Soccerway.com (الإنجليزية)
- جونيور سانتوس على موقع عالم كرة القدم.نت (الإنجليزية)